# أنخيل سانشيز مارتن
أنخيل سانشيز مارتن (بالإسبانية: Ángel Sánchez Martín)‏، والمعروف باسم «أنخيل» (من مواليد 15 يناير 1982 في بيجار، سلامانكا)، هو لاعب كرة قدم محترف إسباني، يلعب لنادي ألكوركون في مركز المدافع الأيسر.

## وصلات خارجية
- أنخيل سانشيز مارتن على موقع قاعدة بيانات كرة القدم.إي يو (الإنجليزية)
- أنخيل سانشيز مارتن على موقع Soccerway.com (الإنجليزية)
- أنخيل سانشيز مارتن على موقع AS.com (الإسبانية)

- Alcorcón official profile (بالإسبانية)
- Levante official profile[وصلة مكسورة] (بالإسبانية)
- BDFutbol profile
- Futbolme profile (بالإسبانية)
- Transfermarkt profile